# TVPI
TVPI est une chaîne de télévision locale privée française diffusant au Pays basque et en Sud-Landes.

## Histoire de la chaîne
Fondée par Michel Lamarque,,, TVPI a réalisé un véritable parcours du combattant (démarrage sur le Web en 2000, diffusion analogique transfrontalière en 2001) avant d'atteindre son équilibre économique (2005) et de remporter l'appel aux candidatures du CSA pour une diffusion sur la TNT Rhune (2009),.
La chaîne a également rejoint les bouquets TV des principaux fournisseurs d'accès à Internet, Orange en 2013,, Free en 2015,.
En 2017, TVPI a rejoint le Syndicat National des Télévisions Indépendantes Privées (SYNTIP) , et quitte le SIRTI à la suite de la décision du syndicat de ne plus se consacrer qu'au média radio.
En 2020, le Groupe Sud Ouest (GSO) devient actionnaire majoritaire de la chaîne, dont les studios déménagent à Saint-Jean-de-Luz. Les industriels basques Nicolas Olano et Jean-Marc Charritton en sont actionnaires minoritaires.

## Identité visuelle

Ancien logo.
Logo actuel.

## Description
TVPI diffuse des reportages magazines courts, rediffusés toutes les heures, qui ont fait le succès d'audience de la chaîne. Entreprise privée ancrée dans son territoire, TVPI promeut les langues et cultures locales (basque, gascon), et se positionne comme chaîne du vivre-ensemble. 
TVPI diffuse quotidiennement sur son antenne des programmes en basque produits par la web TV Kanaldude,.

## Audiences
En 2020, la chaîne annonce 113.500 téléspectateurs hebdomadaires.